# Khoshkeh Chāl
Khoshkeh Chāl (persiska: Khoshk Chāl, خشكه چال, خشك چال, خشكچال) är en ort i Iran.   Den ligger i provinsen Qazvin, i den norra delen av landet, 110 km nordväst om huvudstaden Teheran. Khoshkeh Chāl ligger 2 409 meter över havet och antalet invånare är 200.
Terrängen runt Khoshkeh Chāl är bergig norrut, men söderut är den kuperad. Runt Khoshkeh Chāl är det ganska tätbefolkat, med 108 invånare per kvadratkilometer. Närmaste större samhälle är Mo'allem Kalāyeh, 9,0 km väster om Khoshkeh Chāl. Trakten runt Khoshkeh Chāl består i huvudsak av gräsmarker.